# Georges Dwelshauvers

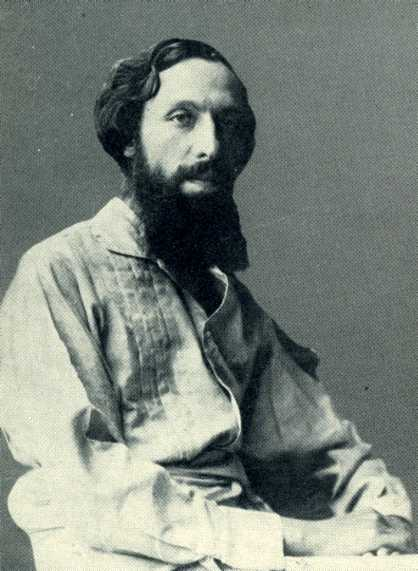
Georges Dwelshauvers

Georges Dwelshauvers (Brussel 6 september 1866 - Parijs, januari 1937), was een Belgisch filosoof en hoogleraar.

## Levensloop
Dwelshauwers, die eveneens schreef onder het pseudoniem Georges Mesnil, was van goede komaf. Zijn vader was een hoge gemeentefunctionaris en zijn moeder begaf zich in de intellectuele kringen van Brussel. Ze was onder meer goed bevriend met Emile Verhaeren. Dwelshauvers studeerde aan het Atheneum van Brussel en studeerde wijsbegeerte aan de Université libre de Bruxelles (ULB).
Na zijn studies studeerde hij verder in Duitsland waar hij colleges volgde van onder meer Wilhelm Wundt en waar hij gefascineerd geraakte door de toen nieuwe, experimentele psychologie. Psychologie had in de 19e eeuw nog niet een autonoom statuut en was ondergebracht in de departementen van wijsbegeerte.

## Aan de ULB
Zijn doctoraatsproefschrift dat volgde op zijn voortgezette studies in Duitsland werd echter geweigerd door Guillaume Tiberghien die de filosofische faculteit in een sterke conservatieve greep hield en de experimentele psychologie afkeurde. Het rationalisme van Dwelshauwers botste tevens met de theïstische of deïstische stellingen van Guillaume Tiberghien (1819-1901), die tot de school van Karl Krause behoorde. Er kwam zelfs een verbod op de druk van het proefschrift. Dit leidde tot de eerste grote studentenopstanden aan de ULB. De politie moest tussenbeide komen en de rector trad af. Het hele gebeuren ging de geschiedenis in als l'Affaire Dwelshauvers en was een van de aanleidingen voor een splitsing binnen de ULB en de oprichting van de Université Nouvelle.
Niettemin herwerkte Dwelshauwers zijn thesis en behaalde in 1892 dan toch zijn doctoraatstitel in de wijsbegeerte met zijn thesis Les principes de l'idéalisme scientifique. Van 1893 tot 1897 doceerde hij aan de École des sciences politiques et sociales.
Pas na het emeritaat van Tiberghien in 1897 werd Dwelshauvers als docent toegelaten in het departement wijsbegeerte van de ULB. Samen met de Fransman René Berthelot nam hij de leerstoel van Tibergien over. In 1899 werd hij benoemd tot buitengewoon hoogleraar en in 1904 tot gewoon hoogleraar.
Dwelshauvers begaf zich ook in de wereld van de artistieke avant-garde. Hij schreef voor een aantal anarchistisch getinte tijdschriften zoals La Société Nouvelle, maar ook in La Belgique Artistique et Littéraire en in Van Nu en Straks. Zijn broer Jacques Dwelshauvers, die vaak schreef onder de schuilnaam Jacques Mesnil was kunstcriticus, anarchist en redactielid van Van Nu en Straks. Het was via Jacques dat August Vermeylen in contact kwam met Georges Dwelshauvers en via hem met de filosofie van Friedrich Nietzsche.
Georges Dwelshauvers speelde een voorname rol in de Nietzsche-receptie in België én Frankrijk. Hij schreef het enige Belgische werk over Nietzsche van vóór de Eerste Wereldoorlog, doceerde een aantal colleges over de filosoof in Parijs en becommentarieerde de eerste Franse vertalingen van het werk van Nietzsche in La Société Nouvelle.
Na de Eerste Wereldoorlog kwam Dwelshauvers in diskrediet wegens het bijwonen van een operavoorstelling georganiseerd door de Duitse bezetter. Op 27 november 1918 bood hij zijn ontslag aan en verliet België en doceerde achtereenvolgens in Barcelona en Parijs.

## Barcelona
Dwelshauvers werd bijna onmiddellijk hoogleraar aan de Universiteit van Barcelona. Hij was er na korte tijd een erkende waarde, zowel door zijn intellectuele inbreng als door zijn aansluiting bij de Catalaanse onafhankelijkheidsbeweging.
Deze beweging werd bestreden door het centrale gezag en de universiteit werd gesloten.

## Parijs
In 1925 werd Dwelshauvers, die zich tot het katholicisme had bekeerd, benoemd tot hoogleraar aan de Faculteit Wijsbegeerte van het Institut Catholique de Paris. Hij doceerde er psychologie tot aan zijn dood. Hij stichtte er ook een Laboratoire de psychologie.

## Publicaties
- Raison et intuïtion. Etude sur la philosophie de M. Henri Bergson, 1907.
- La synthèse mentale, Brussel, 1908.
- La philosophie de Nietzsche, Parijs, 1909.
- L'inconscient. Parijs, 1919.
- Traité de psychologie, Parijs, 1928.
- L'exercice de la volonté, Parijs, 1935.
- talrijke andere werken en artikels.